# Sine causa
Sine causa è una locuzione latina che significa "senza causa". 
È molto utilizzata in ambito giuridico specialmente in materia contrattuale per indicare situazioni di fatto che non abbiano una giustificazione di diritto, come ad esempio l'arricchimento sine causa.